# جوليان أراوخو
جوليان أراوغو (بالإنجليزية: Julian Araujo) هو لاعب كرة قدم أمريكي، ولد في 13 أغسطس 2001 في لومبوك في الولايات المتحدة ويلعب مع نادي بورنموث في الدوري الإنجليزي. لعب مع لوس انجلوس غالاكسي 2.

## وصلات خارجية
- جوليان أراوغو على موقع الدوري الأمريكي (الإنجليزية)
- جوليان أراوغو على موقع قاعدة بيانات كرة القدم.إي يو (الإنجليزية)
- جوليان أراوغو على موقع ناشيونال فوتبول تيمز (الإنجليزية)
- جوليان أراوغو على موقع Soccerway.com (الإنجليزية)
- جوليان أراوغو على موقع عالم كرة القدم.نت (الإنجليزية)